# Skopów
Skopów – wieś w Polsce położona w województwie podkarpackim, w powiecie przemyskim, w gminie Krzywcza.
| SIMC    | Nazwa              | Rodzaj    |
| ------- | ------------------ | --------- |
| 0605275 | Buczacz            | część wsi |
| 0605281 | Podlas             | część wsi |
| 0605298 | Półanki Skopowskie | część wsi |

W latach 1975–1998 miejscowość administracyjnie należała do województwa przemyskiego.
Do końca II wojny światowej w większości zamieszkana przez Ukraińców. W 1945 została spacyfikowana przez oddział Ludowej Straży Bezpieczeństwa pod dowództwem Romana Kisiela. Wydarzenie to upamiętnia pomnik postawiony ofiarom zbrodni, na którym błędnie podano sprawców - oddział AK, oraz znacznie zawyżono liczbę ofiar do 180 osób, która to liczba pojawia się jedynie w zeznaniach nielicznych świadków.
Wierni kościoła rzymskokatolickiego należą do parafii Trójcy Przenajświętszej w Babicach w dekanacie Dubiecko, archidiecezji przemyskiej.